# توماس ديفيز
توماس ديفيز (بالإنجليزية: Thomas Davies)‏ (1 يناير 1872 المملكة المتحدة - 1 يناير 1950) هو لاعب كرة قدم بريطاني سابق كان يلعب كلاعب وسط.